# Anne Poleska
Anne Poleska, née le 20 février 1980 à Krefeld (Rhénanie-du-Nord-Westphalie), est une ancienne nageuse allemande, spécialiste de la brasse.

## Carrière
Elle participe à trois Jeux olympiques : en 2000 à Sydney, en 2004 à Athènes et en 2008 à Pékin. Lors des Jeux de 2004, elle remporte la médaille de bronze sur le 200 m brasse.